# 클로드 구디멜

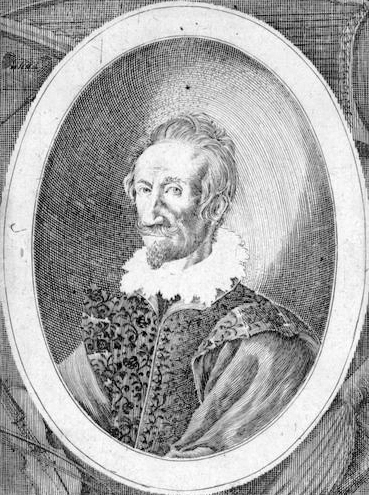
클로드 구디멜

클로드 구디멜(Goudimel, Godimel, Godymel, Guduymel)은 프랑스의 작곡가이다. 프랑쉬-콩테 지방의 브장송에서 1515-1525년 사이에 태어난 것으로 추정된다. 1572년 바르톨로메 축일 대학살 사건의 광포한 여파가 프랑스 전역에 번져 그해 8월 말 리용에서 로마 카톨릭 세력에 의해 살해당하였으며 그 시신은 소느강에 버려진 것으로 알려져 있다. 미사와 모테트 그리고 특히 쥬네브를 중심으로 한 칼비니스트 종교개혁에 의해 영감을 받은 다수의 시편가 등의 많은 작품을 남겼다.